# 弗拉辛
弗拉辛（罗马尼亚语：Frasin）是羅馬尼亞的城鎮，位於該國東北部，距離首府蘇恰瓦36公里，由蘇恰瓦縣負責管轄，面積87.31平方公里，海拔高度505米，2009年人口6,587，大多數居民信奉東正教。